# Pomatiopsis cincinnatiensis
Pomatiopsis cincinnatiensis är en snäckart som först beskrevs av I. Lea 1840.  Pomatiopsis cincinnatiensis ingår i släktet Pomatiopsis och familjen Pomatiopsidae. IUCN kategoriserar arten globalt som livskraftig. Inga underarter finns listade i Catalogue of Life.